# Physocyclus globosus
Physocyclus globosus is een spinnensoort uit de familie trilspinnen (Pholcidae). De soort komt wereldwijd voor en is de typesoort van het geslacht Physocyclus.